# Gustav Richter (Politiker, 1857)
Gustav Richter (* 20. Februar 1857 in Dresden; † 2. Februar 1946 in Krems an der Donau, Niederösterreich) war ein österreichischer Politiker der Deutschen Nationalpartei (DnP).

## Ausbildung und Beruf
Nach dem Besuch der Pflichtschulen lernte er den Beruf des Malers. Später wurde er Handelskammerrat und Kommerzialrat.

## Politische Funktionen
- 1889–1902: Leiter des Deutschen Turnvereins Krems
- 1902: Mitglied der Gemeindevertretung der Stadt Krems
- 1913–1918: Abgeordneter des Abgeordnetenhauses im Reichsrat (XII. Legislaturperiode), als Ersatz für den verstorbenen Anton Schlinger (Wahl: 11. März 1913, Angelobung: 15. Mai 1913), Wahlbezirk Österreich unter der Enns 36, Deutscher Nationalverband
- Abgeordneter zum Niederösterreichischen Landtag

## Politische Mandate
- 21. Oktober 1918 bis 16. Februar 1919: Mitglied der Provisorischen Nationalversammlung, DnP